# Jonaswalde
Jonaswalde là một đô thị trong bang Thuringia. Đô thị này thuộc huyện Altenburger Land. Các đô thị láng giềng gồm Heukewalde, Thonhausen, và Vollmershain trong huyện Altenburger Land; Rückersdorf trong huyện Greiz; cũng như thành phố Crimmitschau ở huyện thuộc bang Sachsen Zwickauer Land.
Đô thị này được chia thành hai khu vực: Jonaswalde và Nischwitz.